# 중앙동 (통영시)
중앙동(中央洞)는 경상남도 통영시의 행정동이자 법정동이다. 2011년 6월 30일을 기준으로 넓이는 0.67km2이고, 인구는 3,242세대, 6,407명이다.

## 법정동
- 항남동
- 중앙동
- 문화동
- 태평동

## 관광

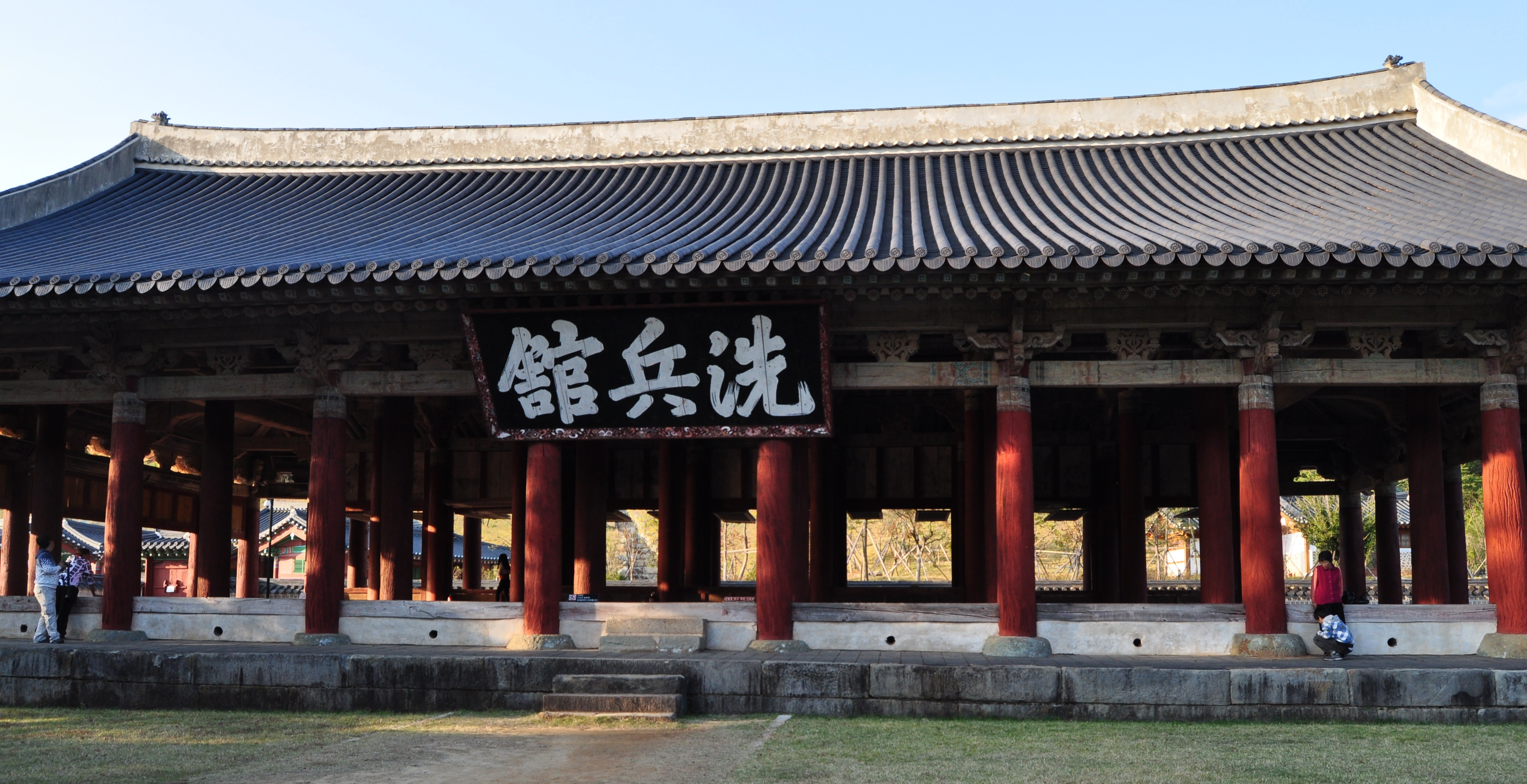
세병관 (국보 제305호)

- 통영항
- 북포루
- 세병관
- 향토역사관
- 통제영지 (국가문화재)
- 중앙시장